# Alida van den Bos
Alida Johanna van den Bos (* 18. Januar 1902 in Amsterdam; † 16. Juli 2003 ebenda) war eine niederländische Turnerin.

## Erfolge
Alida van den Bos nahm 1928 an den Olympischen Spielen in Amsterdam teil und gehörte bei diesen zur niederländischen Turnriege im Mannschaftsmehrkampf, bei dem insgesamt fünf Mannschaften antraten. Den Wettkampf schlossen die Niederländerinnen mit 316,75 Punkten auf dem ersten Platz ab, vor den mit 289 Punkten zweitplatzierten Italienerinnen und den Britinnen auf Rang drei mit 258,25 Punkten ab. Dahinter folgten die Mannschaften Ungarns und Frankreich. Van den Bos erhielt somit als Olympiasiegerin zusammen mit Estella Agsteribbe, Elka de Levie, Helena Nordheim, Anna Polak, Jacoba Stelma, Jacomina van den Berg, Anna van der Vegt, Petronella van Randwijk und Hendrika van Rumt die Goldmedaille.
Dieser Wettbewerb wurde vor allem aufgrund des späteren Schicksals eines Teils der niederländischen Mannschaft bekannt. Vier der Medaillengewinnerinnen – Helena Nordheim, Anna Polak, Estella Agsteribbe und Elka de Levie – sowie die Ersatzturnerin Judikje Simons und der Trainer der Mannschaft, Gerrit Kleerekoper, waren jüdischer Abstammung. Bis auf de Levie wurden alle zusammen mit ihren Partnern und Kindern in den Vernichtungslagern Sobibor und Auschwitz ermordet.
Van den Bos wurde im Jahr 2000 der Olympische Orden verliehen. Sie wurde 101 Jahre alt, womit sie bis zum Zeitpunkt ihres Todes die älteste lebende Olympiateilnehmerin war.